# Словоєрс
Словоєрс (також словоєр, словоєрик, від традиційних назв літер: С — «слово» і Ъ — «єр») — назва частки -с (за старою орфографією — -съ), що додається в російській мові до кінця слів у певних ситуаціях:
- у ХІХ сторіччі — на знак поваги до співрозмовника, тобто як адресивне закінчення;
- наприкінці XIX сторіччя до адресивного значення додалося гоноративне, а саме депреціативне (демонстративне самоприниження).

## Історія
Походить від скорочення від слова «сударь», «господар». Вимовлялося, коли було доречно «сударь»: замість «звольте, сударь» — «звольте-с». Звичайне місце словоєрса — після «так» і «ні» («да-с» і «нет-с»), після дієслів («извольте-с»), а також після будь-якого значущого слова.
Послідовність скорочень: государь → сударь → су (вже набула властивість постфіксу: я-су пішов ) → съ.
Назва «словоєрс» походить із системи навчання азбуці «за складами», коли учні повторювали «заклинання» в такому дусі: буки – аз – БА, веді – аз – ВА, глагол – аз – ГА…; букі- є - БЕ, веди-є - ВЕ, глагол-є - ГЕ ... і т.д. п.; серед таких «складів» були і з літерою Ъ (єр) на другому місці, а серед них і «слово-ер — СЪ»; вимовлялося останнє саме як «словоєрс».

## Відтінки значення
У ХІХ столітті словоєрс вважався виразом поваги до співрозмовника. У свою чергу, вживання словоєрса вважалося ознакою ввічливості, галантності співрозмовника.
Наприкінці століття словоєрс набув відтінку деприціативу, ритуального самоприниження.
Тоді ж словоєрс почав набувати функції підкреслення сенсу, «натиску», а також маркера іронії.
У того ж Достоєвського у «Злочині та покаранні» словоєрсом широко користується слідчий Порфирій Петрович, у тому числі у знаменитому «рос. Вы и убили-с» .
У XX столітті (особливо у першій половині) словоєрс зберігся у субкультурі «домашніх» («сімейних») лікарів. Словоєрс тут використовувався для надання собі авторитету і частково в психотерапевтичних цілях, для заспокоєння хворих (особливо людей похилого віку, для яких словоєрс був звичною формою ввічливості). Словоєрс також зберігався у промові статусних інтелігентів (професури, старих вчителів тощо) як знак причетності до «старої» (тобто до більш елітарної, ніж тодішня) культури, як символ «дозволеного панства». У такому значенні він використовувався як закінчення службових слів типу «ну-с», «да-с», «вот-с», «так-с».
В даний час словоєрс вживається вкрай рідко і тільки для маркування авторської іронії. Однією з рідкісних випадків проникнення словоєрса в активний словник є крилатий вислів «Чекаємо!» («Ждём-с!»), запозичене з телевізійної реклами банку «Імперіал» (1995). Однак воно також вживається виключно з обертонами іронії чи прихованої недоброзичливості.